# Molestia molesta
Molestia molesta är en spindelart som först beskrevs av Tao, Li och Zhu 1995.  Molestia molesta ingår i släktet Molestia och familjen täckvävarspindlar. Inga underarter finns listade i Catalogue of Life.